# Matérialisme
Pour les articles homonymes, voir Matérialisme (homonymie).
 (janvier 2018).
Si vous disposez d'ouvrages ou d'articles de référence ou si vous connaissez des sites web de qualité traitant du thème abordé ici, merci de compléter l'article en donnant les références utiles à sa vérifiabilité et en les liant à la section « Notes et références ».

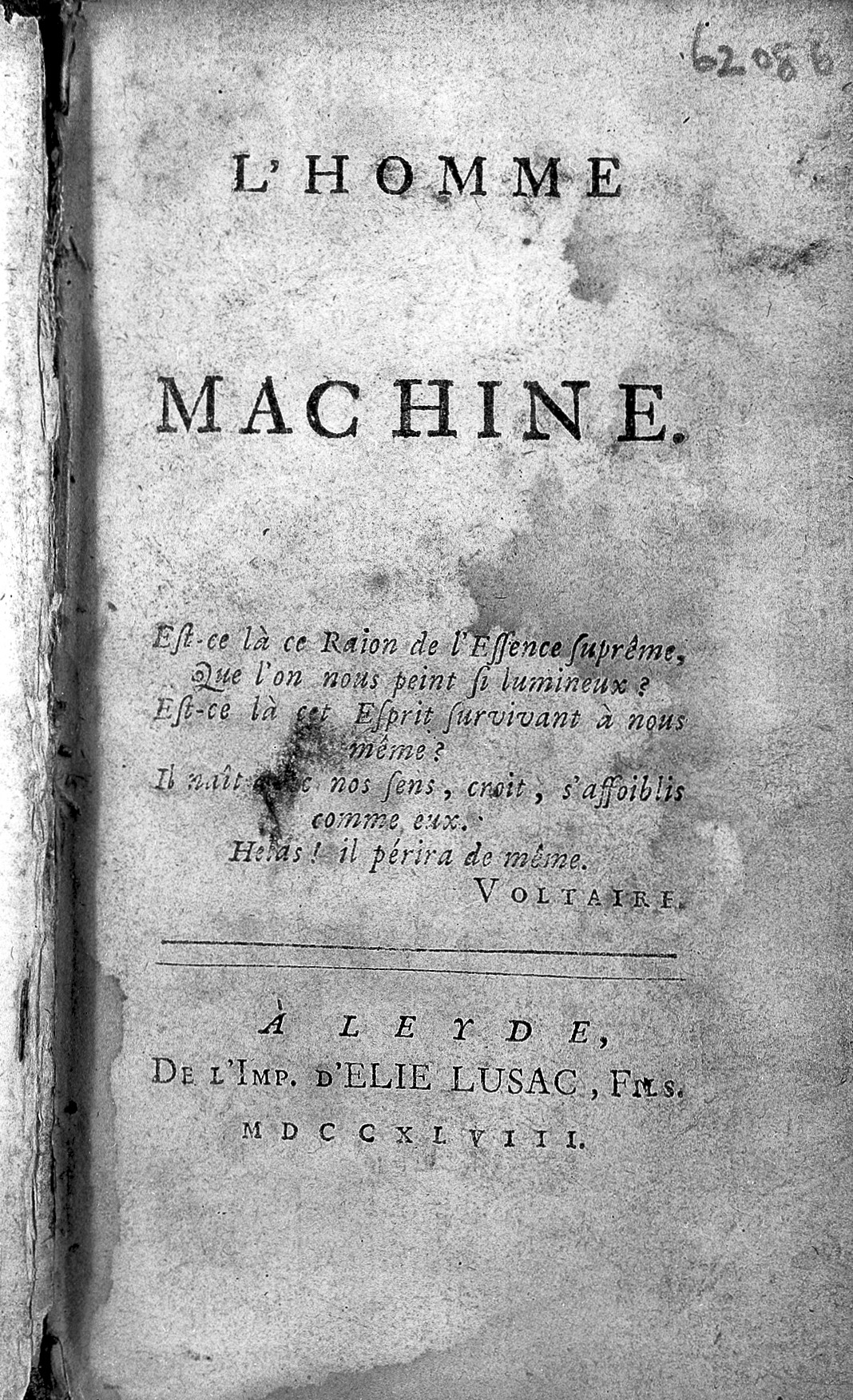
En 1748, le médecin et philosophe La Mettrie expose dans un ouvrage intitulé L'Homme Machine la première conception strictement matérialiste de « l'âme humaine ».

Le matérialisme est un système philosophique qui soutient non seulement que toute chose est composée de matière mais que, fondamentalement, tout phénomène résulte d'interactions matérielles, y compris l'esprit et la conscience.
En tant que système philosophique, le matérialisme appartient à la classe des ontologies monistes, et trouve ses premiers développements dans la pensée présocratique — bien qu'il n'ait jamais été énoncé comme tel avant le XVIIIe siècle. Il admet de multiples interprétations, tant naturalistes qu'historiques. Tantôt associé au réductionnisme, tantôt au réalisme ou au mécanisme, il est utilisé comme une arme argumentative par les philosophes qui se sont opposés à l'idéalisme, encore dominant en philosophie jusqu'à la fin du XIXe siècle.
Dans sa version contemporaine, le matérialisme peut être étroitement lié au physicalisme, qui postule que tout ce qui existe est un phénomène physique. Le physicalisme est une évolution du matérialisme qui se base sur les découvertes en sciences physiques, afin d'inclure des notions plus sophistiquées que celle de « matière », notamment : l'espace-temps, l'énergie, les champs de forces, etc. Aussi, en philosophie analytique, le terme « physicalisme » est-il souvent préféré à celui de « matérialisme », tandis que certains auteurs les utilisent comme synonymes.
Les conceptions philosophiques qui s'opposent au matérialisme incluent l'idéalisme, certaines formes de pluralisme philosophique, le dualisme, ou encore le spiritualisme.

## Définition et origine de la notion

### Le matérialisme philosophique
En philosophie, le matérialisme est la doctrine selon laquelle il n'existe d'autre substance que la matière. Il s'oppose donc au dualisme qui admet l'existence de deux substances distinctes : l'esprit et la matière. Le terme est apparu dans la seconde moitié du XVIIe siècle pour désigner les philosophies qui nient l'existence de substances spirituelles (les « âmes ») et ne reconnaissent que celle des substances corporelles,. Le matérialisme s'oppose tant au dualisme qu'au spiritualisme, pour lequel l'esprit constitue la substance de toute réalité.
Le sens philosophique du mot « matérialisme » est historiquement premier. Si l'on excepte un sens ancien tombé en désuétude, bien que conservé dans son usage anglophone (« matérialiste », au XVIe siècle, désignait l'apothicaire ou le chimiste : celui qui s'occupait des « matières »), l'adjectif « matérialiste » n’apparaît en français qu'à la fin du XIXe siècle, et désigne les philosophes qui affirment l'existence exclusive des entités matérielles. Ce n'est donc que rétrospectivement que nous qualifions de matérialistes certaines doctrines antérieures à l'usage du mot, doctrines dont les plus anciennes semblent remonter à l'Antiquité grecque, avec des philosophes comme Démocrite ou Épicure.

### Le matérialisme et son monisme
La première définition explicite du matérialisme philosophique semble avoir été formulée tardivement par Christian Wolff dans un ouvrage datant de 1734 :

« On appelle matérialistes les philosophes qui affirment qu'il n'existe que des êtres matériels ou corps […] Le matérialisme n'admet qu'une seule sorte de substance. »

Le matérialisme est donc d'abord défini comme un monisme de la matière, ou monisme physique, qui affirme l'unité du monde aussi bien que son caractère matériel. Le monisme matérialiste s'oppose ainsi ouvertement au dualisme de l'esprit et du corps, mais non au pluralisme, puisque la matière est constituée d'une multiplicité de corps.
Une conséquence problématique de cette définition concerne le statut de la pensée. Le matérialisme est en effet une position qui se prononce sur la nature de l'esprit, compris dans sa relation avec le corps. Il considère notamment que l'existence et la nature des corps ne dépendent pas de la pensée. Mais la question se pose de savoir si la pensée existe comme une caractéristique matérielle du corps, notamment du cerveau, ce qui revient à la considérer comme un des processus vitaux parmi d'autres, ou si elle existe comme une propriété spécifique attribuée à l'organisation de la matière.

### Position ontologique
Le matérialisme est une doctrine ontologique, sur la nature de l'être ; il ne doit pas être confondu avec le réalisme scientifique ou l'empirisme, qui sont des doctrines gnoséologiques, sur le fondement de la connaissance. D'une façon générale, le matérialisme rejette l'existence de l'âme, de l'Au-delà et de Dieu. Quant à la psyché, elle en fait une propriété de la matière, ou considère qu'il n'a pas de réalité propre, qu'il renvoie à une conception erronée de l'être humain et du vivant (voir le matérialisme éliminativiste).
Au cours des siècles, le matérialisme est apparu sous diverses formes. Il existe notamment une forme naïve et spontanée de matérialisme et une forme mécaniste plus conforme au réalisme scientifique. Il existe également des formes réductionnistes de matérialisme, qui ne reconnaissent pas de spécificité aux sciences humaines (ex. : le physicalisme, le biologisme), et des formes non réductionnistes, qui reconnaissent cette spécificité (ex. : le matérialisme historique, le fonctionnalisme).
La position ontologique commune aux diverses formes de matérialisme peut avoir des conséquences sur le plan éthique : si tout est matière, c'est le corps et non pas quelque substance spirituelle telle que l'âme, l'esprit ou Dieu qui doit être privilégié. De là cette constance du matérialisme philosophique à déboucher sur une éthique associée au corps — une éthique du plaisir et du bonheur — à moins que ce ne soit justement cette éthique qui justifie l'adhésion à une ontologie matérialiste.[réf. nécessaire]

### La définition matérialiste de la matière
En tant qu'option philosophique, le matérialisme repose sur une définition philosophique minimale de la matière qui ne dépend pas directement de celle qu'en donnent les sciences physiques, définition qui, elle, s'est modifiée en profondeur au cours de l'histoire.
Les matérialistes définissent la matière le plus souvent négativement, par rapport aux notions d'esprit ou de pensée. La matière est ainsi définie comme :
1. Une réalité universelle qui ne dépend pas de la pensée, et notamment de la représentation que l'on en a.
2. Un principe fondamental qui est la cause ou la raison de l'émergence de l'esprit.

Quant aux caractéristiques positives de la matière, c'est aux sciences physiques qu'il revient la tâche de les définir.

## Historiographie des philosophies matérialistes

### Antiquité grecque et époque moderne: apparition et résurgence du mécanisme
Le matérialisme s'est développé sous une forme mécaniste dès l'Antiquité.
Les philosophes ioniens de l'école de Milet – Thalès, Anaximène, Anaximandre – semblent être les premiers philosophes matérialistes de l'Antiquité grecque. Ils cherchaient à rendre compte de l'ensemble des phénomènes par un principe unique, de nature matérielle : l'eau avec Thalès, l'air avec Anaximène, la matière, c'est-à-dire ce qui est indéfini, avec Anaximandre. À la suite de ces conceptions matérialistes, un matérialisme mécaniste, ou du moins atomiste, s'est constitué avec Leucippe, Démocrite, Épicure, Lucrèce. Pour ces philosophes, tous les phénomènes naturels et les différents corps eux-mêmes sont dus aux mouvements et aux combinaisons d'atomes matériels se déplaçant dans le vide. L'âme est alors également une chose matérielle périssable qui ne se distingue du corps que par les propriétés particulières de ses atomes (plus légers).

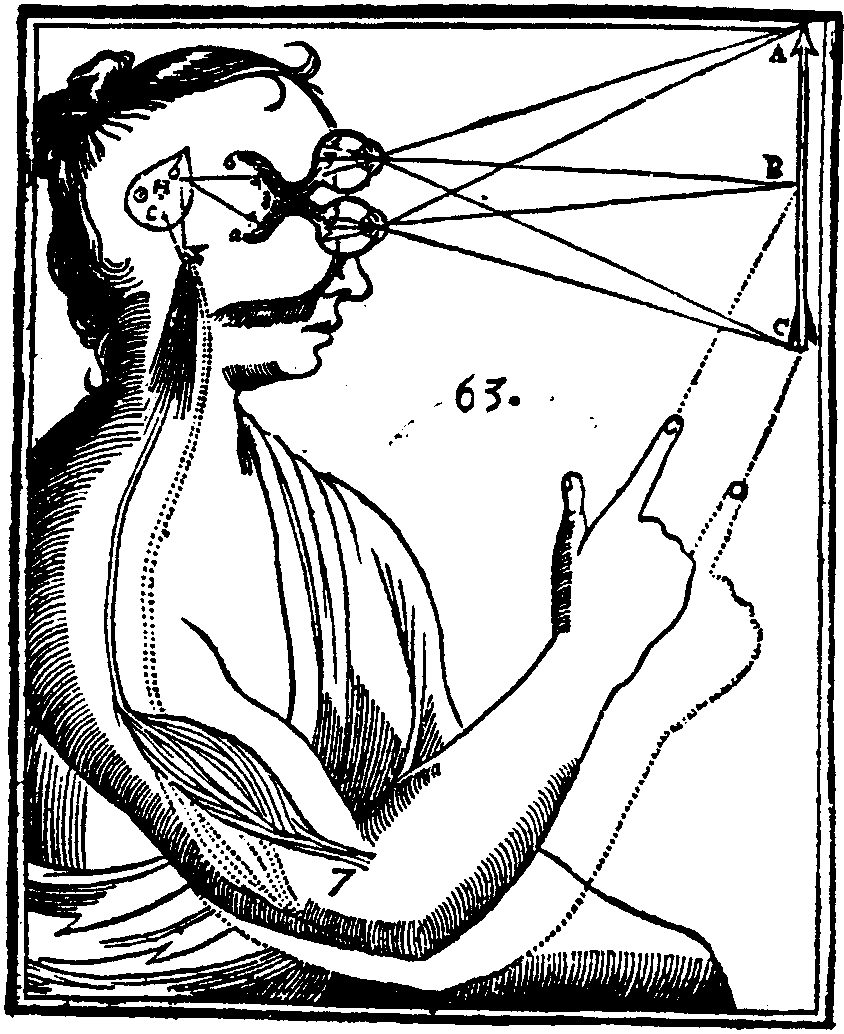
Mécanisme de la vision d'après un dessin de René Descartes.

Bien plus tard, au XVIIe siècle, ce matérialisme mécaniste sera épuré en langage mathématique, plus spécialement géométrique, par Galilée, Gassendi, Hobbes. Mais le premier, tout occupé de physique, ne s'occupera pas de métaphysique, sinon pour ridiculiser le dogmatisme ; tandis que Gassendi, phénoméniste, cherchera plutôt à comprendre comment les atomes et le vide pourraient rendre compte de l'imagination ; le dernier, Hobbes, contribuera à l'avancement des idées matérialistes tant par sa philosophie morale que par son opposition à René Descartes. La conception de l'animal machine qu'il proposera relève indéniablement du matérialisme.
René Descartes adoptera une position originale, utilisant une forme d'atomisme méthodologique dès ses premiers écrits, atomisme qu'il se gardera de confondre avec des conceptions matérialistes. Il éliminera la notion de matière de façon à concevoir une physique compatible avec le mécanisme, sans risquer d'être soupçonné de faire référence aux théories matérialistes. Le mécanisme de Descartes ne vaut toutefois que pour sa physique, c'est-à-dire pour ce qui concerne le monde matériel, et non pour ce qui concerne le monde spirituel, dont les constituants — les « pensées » — sont immatériels. L'ontologie de Descartes étant dualiste (il considère l'être comme fait de deux substances, la matière ou, plus exactement l'étendue, et l'esprit), elle ne saurait être qualifiée de « matérialiste ». Gassendi, pour qui la matière, définie par l'impénétrabilité, est active, proposera une conception qu'on a pu appeler un matérialisme dynamique ou dynamiste.
Le XVIIe siècle voit ainsi se mettre en place les concepts qui conduiront au matérialisme, bien que plusieurs de ses protagonistes ne puissent qu'à grand-peine être qualifiés de matérialistes. Le matérialisme, en germe, se dessine d'une part comme un prolongement possible de la mathématisation de la physique, ramenée plus spécialement à l'atomisme et au mécanisme, d'autre part, et conjointement, comme la conception portant en son sein le vitalisme.

### Siècle des Lumières: développement des doctrines matérialistes
Au XVIIIe siècle, qualifié de siècle des Lumières, le matérialisme mécaniste, nourri des résultats des sciences, s'est répandu parmi les savants et les philosophes du temps et il est utilisé comme une arme dans la lutte idéologique contre le dogmatisme religieux et l'emprise de l'Église sur tous les aspects de la vie en société. Les auteurs philosophiques qui se sont engagés dans ce sens sont notamment : La Mettrie (le premier philosophe à avoir généralisé à l'homme la thèse cartésienne de l'animal-machine, dans son ouvrage L'Homme Machine, 1747), Diderot, d'Holbach, Helvétius, Cabanis.
Du point de vue métaphysique et cosmologique, ces auteurs insistent sur l'unité du monde, qui est une unité matérielle, et sur la constance de la quantité de mouvement à l'échelle de l'univers, constance qui est au principe de l'explication mécaniste du monde.
Du point de vue psychologique, la thèse majeure du matérialisme du XVIIIe siècle est que la matière elle-même est susceptible de penser, lorsque du moins elle est organisée et structurée à cet effet. Cette thèse se réfère notamment à Locke, tel que l'avait popularisé Voltaire, à partir de passages où Locke mettait en cause le dualisme cartésien au nom de la toute-puissance de Dieu, qui aurait très bien pu doter la matière de la propriété de penser. De cette hypothèse théologique, ouvrant une simple possibilité théorique, on est passé au cours du XVIIIe siècle à une conception empiriste de la pensée, destinée à justifier le fait que nos prétendus « états d'âme » ne sont rien d'autre que des états de notre cerveau. En effet, les observations médicales tendent à établir la corrélation rigoureuse des phénomènes mentaux et des processus organiques, ceux du cerveau en particulier.

### XIXesiècle: matérialisme naturaliste et matérialisme historique

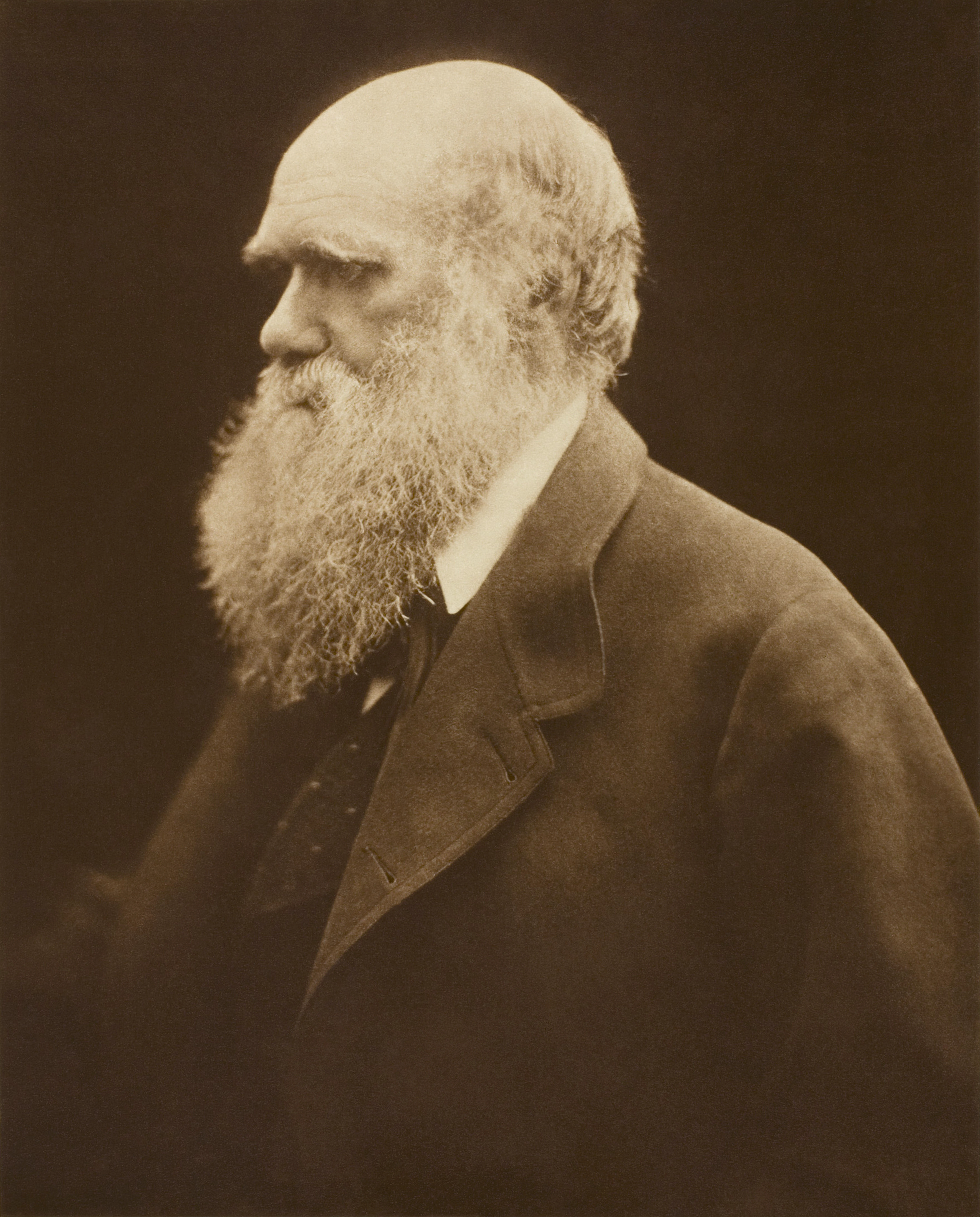
Charles Darwin en 1868.
Sa théorie de l'évolution par sélection naturelle a marqué un pas décisif dans l'histoire du matérialisme.

Au cours du XVIIIe siècle, le mécanisme de type cartésien – le vivant modélisé par une machine – a rencontré de nombreuses objections qui ont montré les limites de ce modèle. L'âge du mécanisme était en effet celui des horloges et des automates, machines caractérisées essentiellement par leur capacité à effectuer des mouvements de façon autonome. Or, les organismes vivants et les êtres humains possèdent bien d'autres caractéristiques dont il a fallu rendre compte.
D'une part, le matérialisme du XIXe siècle a poursuivi l’œuvre des matérialistes du XVIIIe siècle à la lumière des progrès de la science de l'époque, avec pour figures de proue Charles Darwin et Claude Bernard. D'autre part, il s'est exprimé sous une forme inédite qui prenait appui sur une théorie de l'histoire et de la société. Le marxisme en a été l'aboutissement.
C'est ainsi que l'on peut parler d'un double mouvement ou de deux courants du matérialisme du XIXe siècle : l'un naturaliste et mécaniste, l'autre historique et dialectique. Ces deux courants de pensée ont en commun de fonder l'unité de la matière et de l'esprit sur la question de l'origine (matérielle) de ce que nous désignons comme l'esprit ou la pensée.

#### Matérialisme naturaliste
L'ensemble des avancées des sciences de la nature concourt à justifier une conviction primordiale du matérialisme naturaliste : le passage gradué et nécessaire de l'inerte au vivant. Alors qu'elle n'est qu'un principe indéterminé chez Diderot ou La Mettrie, elle devient pour ces matérialistes une évidence empirique.

##### L'évolutionnisme
La théorie darwinienne de l'évolution apporte à la thèse matérialiste de l'unité physique du monde trois arguments de poids :
1. L'unité du vivant n'est plus un mystère qui nécessiterait de présupposer quelque intelligence supérieure afin d'en penser l'ordre. Il suffit de comprendre que les êtres vivants ont tous des ancêtres communs.
2. L'adaptation physique des organismes vivants apparaît comme le résultat non intentionnel d'une causalité purement physique.
3. L'être humain n'est qu'un des produits de l'évolution et non une création divine. Il doit être intégré au règne animal et non pas identifié à l'image de Dieu.

La théorie darwinienne de l'évolution donne ainsi le cadre d'ensemble de la naissance et de l'évolution du vivant, être humain inclus, pendant que la physiologie ou la biologie doivent permettre d'élucider le mécanisme conduisant à l'apparition des organismes (mécanismes de la reproduction, de la variation du génotype, etc.).
Le concept d'évolution devient pour le matérialisme naturaliste un concept essentiel qui donne sa validité au monisme (l'une des thèses principales du matérialisme) en montrant l'unité de l'être humain et du vivant ainsi que celle du vivant et de l'inorganique. Cette unité est un continuum qui doit être pensé sur une longue échelle de temps. Ludwig Büchner (1869) résume cela ainsi :

« Tout le grand mystère de l'être, et surtout de l'être organisé, consiste dans un développement lent et graduel. »

##### La physiologie matérialiste de Claude Bernard

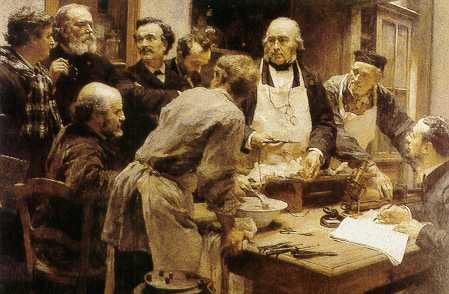
La Leçon de Claude Bernard par Léon Lhermitte (1889).

C'est au médecin et physiologiste Claude Bernard que l'on doit la première conception matérialiste du vivant reposant sur des données expérimentales, qu'il présente dans son Introduction à l'étude de la médecine expérimentale. Claude Bernard a tenté de penser scientifiquement la spécificité du vivant en récusant le recours à un principe vital, comme cela était en vogue à son époque. Pour lui, la distinction entre les corps vivants et les corps « inertes » est un processus physique qui aboutit à la séparation entre un « milieu intérieur » et le « milieu extérieur », ou environnement.
Ce processus implique une forme de continuité entre l'inorganique et l'organique, mais le milieu organique se spécialise et s'isole de plus en plus pour finir par s'affranchir apparemment de l'influence directe de l'environnement. Le vivant semble ainsi s'autonomiser par rapport à la matière dont il est issu :

« Le corps inerte subordonné à toutes les conditions cosmiques se trouve enchaîné à toutes leurs variations tandis que le corps vivant reste au contraire indépendant et libre dans ses manifestations. »

Les organismes vivants semblent ainsi acquérir une certaine spontanéité et échapper en partie au déterminisme qui régit la matière. Mais cette spécificité du vivant par rapport à matière n'est qu'apparente, comme le précise plus loin Claude Bernard :

« Mais si on y réfléchit bien, on verra bientôt que cette spontanéité des corps vivants n'est qu'une simple apparence et la conséquence de certains mécanismes de milieux parfaitement déterminés. »

Claude Bernard inaugure ainsi une forme réductionniste de matérialisme qui s'inscrit dans le prolongement du mécanisme cartésien mais qui tente, contrairement à lui, de se justifier sur le plan expérimental en observant les mécanismes sous-jacents à l'activité du vivant. Le « secret » de la vie résiderait ainsi dans les propriétés constitutives des organismes, là où se produisent les causes qui expliquent l'apparition et l'activité de cette machine complexe qu'est l'organisme. Ainsi, l'être vivant, être humain inclus, n'est-il pas autre chose qu'« une machine qui fonctionne nécessairement en vertu des propriétés physico-chimiques de ses éléments constituants ».

### XXesiècle

#### Le tournant scientifique du matérialisme
Selon le physicien Arthur Eddington (1929), la nouvelle conception scientifique du monde, fondée sur la physique atomique, remet en cause notre conception ordinaire du monde.
Nous devons donc opter pour une nouvelle forme de matérialisme, plus conforme aux données scientifiques actuelles. Pour Eddington, notre concept ordinaire de « table », par exemple – selon lequel la table est un objet stable et plein – est incompatible avec son équivalent scientifique, qui décrit un ensemble de particules mobiles dans un espace essentiellement vide. Aussi les concepts ordinaires et les concepts scientifiques ne peuvent-ils être conjointement vrais du même objet. Il faut choisir : Eddington choisit les concepts scientifiques et renonce aux concepts ordinaires.
C'est ce choix ontologique qui va être fait dans les pays « anglo-saxons » (on parlera alors après Quine d' « engagement ontologique ») et qui va distinguer le matérialisme de ces pays des formes plus traditionnelles de matérialisme présentes sur le continent européen.
En France, le philosophe marxiste Yvon Quiniou systématise de son côté la relation entre matérialisme et science, distinguant deux types de justification, l'un d'ordre méthodologique et l'autre proprement philosophique :
1. Justification méthodologique : le matérialisme est une condition de la science, dans tous les domaines ;
2. Justification philosophique : la science impose une conception matérialiste du monde basée sur la science « en train de se faire ».

Pour lui, la science est matérialiste et le matérialisme est scientifique, au sens où :
- le matérialisme est une théorie réaliste de la connaissance de portée ontologique et pas seulement épistémologique ;
- le matérialisme est une philosophie qui recourt à des catégories pour s'exprimer et qui se livre à un travail spécifique (réflexif) d'interprétation des résultats de la science.

Toujours d'après Quiniou, le matérialisme, bien que relevant d'une position ontologique, ne saurait se prononcer sur la totalité absolue du réel, car la totalité est, par définition, hors de portée de la science. En outre, la réalité matérielle doit être considérée dans toute la diversité de ses formes comme en évolution permanente (productive et progressive).

#### La renaissance du matérialisme réductionniste

Classification réductionniste à six niveaux selon Paul Oppenheim et Hilary Putnam, où les particules physiques élémentaires apparaissent comme les ultimes constituants du monde.

Le matérialisme a connu aux États-Unis et dans les pays anglophones un développement particulier depuis les années 1950. La thèse réductionniste de l'« esprit-cerveau », qui affirme l'identité de nature entre les états psychologiques (« subjectifs ») et les états ou processus cérébraux (identité psychophysique), est au centre des débats en philosophie de l'esprit, et a fait resurgir le lien entre matérialisme et scientisme.
Durant la première moitié du XXe siècle l'empirisme logique, très critique à l'égard des thèses métaphysiques du matérialisme, avait réussi à s'imposer dans les pays de tradition empiriste pour devenir une sorte de paradigme à l'intérieur duquel s'inscrivaient la plupart des réflexions sur la relation entre le corps et l'esprit. C'est dans ce contexte que le béhaviorisme s'est développé.
À la suite de l'échec du programme béhavioriste d'explication de la notion d'esprit, le problème du corps et de l'esprit s'est posé en des termes nouveaux dans le cadre d'une tentative de « naturalisation » de l'esprit, inspirée du modèle des sciences de la nature. La théorie de l'identité esprit-cerveau, ou « matérialisme de l'état central », s'est constituée alors comme une première alternative au béhaviorisme. Cette théorie a été défendue au départ par des philosophes de l'« école australienne » de philosophie – Ullin Place, Herbert Feigl, John Smart et David Armstrong notamment. Smart, en particulier a rédigé un article intitulé « Sensations and Brain Processes » publié en 1959 dans la Philosophical Review et qui en constitue une des formulations les plus claires. Pour ces philosophes matérialistes, l'esprit, c'est le cerveau (d'où le qualificatif de matérialisme de l'« état central » pour le distinguer des théories associant l'esprit à l'ensemble du système nerveux). Plus précisément, les états psychologiques sont des états neurologiques.
Ce matérialisme s'inspire du modèle des réductions scientifiques conduisant à de nombreuses assertions d'identité. Selon ce modèle, l'eau est identifiée à ses propriétés moléculaires (eau = H2O), les gènes à des séquences de l'ADN (gène = ADN), etc. À l'instar de ces identités scientifiques, la réduction des états mentaux à des états cérébraux n'établit pas une équivalence logique entre eux (comme entre le mot « gène » et sa définition classique de « facteur biologique de l'hérédité ») : elle postule plutôt une identité ontologique (ou métaphysique), qui explique le lien étroit observé entre eux. Cette théorie de l'identité fait donc le pari qu'il peut y avoir une traduction réussie du discours psychologique ordinaire dans celui de la physique ou de la biologie. Il doit être possible de traduire des termes comme « désir », « croyance », « douleur » etc. dans le vocabulaire de la science, qui ne fait référence qu'à des entités physiques. Le problème du corps et de l'esprit trouverait ainsi une solution matérialiste dans cette traduction ou réduction inter-théorique qui doit permettre d'« expliquer » les états psychologiques par des états physiques.

#### Le matérialisme «éliminativiste»
Face à la difficulté qu'il y a à opérer de telles identifications ou réductions, dans la pratique scientifique comme à un niveau plus conceptuel (les états mentaux ne « collent » pas avec les états cérébraux), une forme radicale de matérialisme a été défendue à partir des années 1960 par des auteurs comme Paul Feyerabend, Richard Rorty, Paul et Patricia Churchland : c'est le matérialisme éliminativiste (ou « éliminativisme »). Selon les tenants de ce scientisme assumé et revendiqué, le vocabulaire psychologique ainsi que les concepts et les généralisations élaborés à partir de ce vocabulaire sont destinés, non pas à être identifiés ou réduits selon le modèle scientifique, mais à être purement et simplement remplacés (ou éliminés). Ils constitueraient en effet une forme naïve de psychologie (la folk psychology) qui, comme l'ancienne cosmologie naïve (astrologique) ou l'ancienne biologie naïve (animiste ou vitaliste), est une théorie défaillante qui finira par céder la place à une théorie scientifique viable.
Aux yeux des Churchland notamment, ce sont les neurosciences qui peuvent fournir le cadre théorique approprié à l'explication du comportement.

#### Le matérialisme et le modèle de l'ordinateur

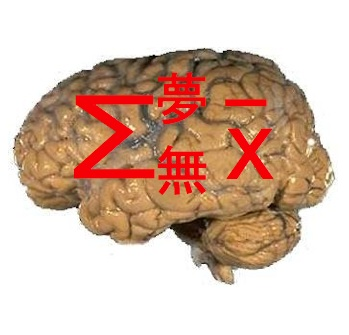
Pour le computationnalisme, le cerveau humain et l'esprit sont dans le même rapport que l'ordinateur et le programme informatique qu'il exécute.

C'est aussi pour éviter les difficultés de la théorie de l'identité esprit-cerveau que Hilary Putnam et Jerry Fodor ont proposé la théorie fonctionnaliste de l'esprit (ou « computationnalisme »). Mais, contrairement à l'approche éliminativiste de l'esprit, cette nouvelle théorie des états mentaux reconnaît leur réalité, et, à la différence du matérialisme réductionniste, il reconnaît également leur spécificité. Cette théorie s'inspire du modèle informatique : l'esprit peut être envisagé par analogie avec le logiciel ou programme d'un ordinateur. Autrement dit, l'esprit serait au cerveau ce que le software (logiciel) est au hardware (matériel informatique).
Un programme informatique n'est pas composé d'atomes, mais il a pourtant bien une existence physique. Il correspond à un niveau de description particulier du fonctionnement de l'ordinateur qui doit être décrit formellement en termes de symboles et de fonctions plutôt qu'en termes de câblage ou de circuits électriques. De même, il y a deux types de descriptions possibles associés au comportement humain : la description physique des états internes du cerveau (ce qui se passe du point de vue neurologique lorsque nous faisons telle ou telle chose) et la description des processus mentaux en termes de symboles et de fonctions.
Le fonctionnaliste est donc un matérialiste : pour lui, une pensée humaine n'est au fond rien d'autre que l'activation électro-chimique d'un réseau de neurones. Mais, de même que l'on peut concevoir un programme informatique sans mentionner la circuiterie électronique qui l'exécute, on peut décrire la psychologie humaine sans mentionner ce qui se passe dans le cerveau, en ayant recours seulement au vocabulaire et aux concepts courants de la psychologie. Celle-ci peut être traduite et développée dans un langage formel : le « langage de la pensée ».
La différence entre l'esprit et le cerveau correspondrait ainsi à une différence dans la façon de décrire un même phénomène physique, et non à une différence entre deux types de choses.

#### Le matérialisme hédoniste
Le philosophe français Michel Onfray affirme adhérer à un matérialisme hédoniste, « associant autant une sagesse du plaisir et la désillusion et le sens de la mort ».

### XXIesiècle
Depuis les travaux du « philosophe-scientifique » et historien des idées argentin Mario Bunge, le matérialisme — qui s'affirme chez lui comme évolutionniste, organiciste, émergentiste, biologique et systémiste — s'est diversifié. Mais c'est bien la conception du matérialisme de Mario Bunge qui est aujourd'hui soutenue par Marc Silberstein, qui déclare que « le matérialisme est effectif s'il possède les attributs suivants : s'il est moniste, réaliste, scientifique, émergentiste et systémiste, réductionniste quant aux objets, aux entités et aux processus du monde mais non éliminativiste quant aux propriétés ». Une des suggestions importantes de Bunge consiste à définir plus largement la matière et les choses matérielles que ne le firent les matérialismes précédents : pour lui, une chose matérielle est simplement toute entité « capable de changement ». Ainsi, une chose matérielle n'est pas nécessairement une « chose massive »: un champ est tout aussi matériel qu'un atome dans la mesure où il peut changer et interagir avec d'autres choses matérielles.

#### Généraliste
- Philippe Sollers, Sur le matérialisme, 1974 ; voir sur pileface.com
- Collectif, Intrusions spiritualistes et impostures intellectuelles en sciences, Paris, Éditions Syllepse, coll. « Matériologiques », 2001, 399 p. (ISBN 978-2-9131-6567-0, lire en ligne)
- Jean Dubessy (dir.), Guillaume Lecointre (dir.) et Marc Silberstein (dir.) (préf. Mario Bunge), Les Matérialismes et leurs détracteurs, Paris, éditions Syllepse, coll. « Matériologiques », 2004, 792 p. (ISBN 978-2-8479-7092-0) ; actes du colloque organisé les 11 et 12 septembre 2003
- Friedrich-Albert Lange, Histoire du matérialisme : critique de son importance à notre époque, éditions CODA, 2005, 857 p. (ISBN 978-2-8496-7008-8) ; sur wikisource, avec quelques points de vue néokantiens
- Pascal Charbonnat, Histoire des philosophies matérialistes, Paris, Éditions Syllepse, coll. « Matériologiques », 2007, 650 p. (ISBN 978-2-8495-0124-5)
- Pascal Charbonnat, Histoire des philosophies matérialistes, Éditions Kimé, 2013
- Sous la direction de François Pépin, Les Matérialismes et la chimie : Perspectives philosophiques, historiques et scientifiques, éditions Matériologiques, 2012, 238 p. (ISBN 978-2-9196-9414-3, lire en ligne)
- Sous la direction de Silberstein Marc, Matériaux philosophiques et scientifiques pour un matérialisme contemporain : Sciences, ontologie, épistémologie, Paris, éditions Matériologiques, 2013, 1017 p. (ISBN 978-2-9196-9426-6)
- Henri Bergson, Henri Poincaré, Charles Gide et Charles Wagner, Matérialisme, éditions Dupleix, 2013 (ISBN 979-1-0920-1906-3)
- Patrick Tort, Qu'est-ce que le matérialisme ? : introduction à l'analyse des complexes discursifs, Paris, Belin, 2016, 988 p. (ISBN 978-2-4100-0047-4, OCLC 957138036)
- Miguel Espinoza, La matière éternelle et ses harmonies éphémères, Paris, Éditions L'Harmattan, coll. « Ouverture philosophique », 2017, 213 p. (ISBN 978-2-3431-3798-8, OCLC 1024145633, lire en ligne)
- Charles Wolfe, Lire le matérialisme, ENS éditions, 2020 (ISBN 979-10-362-0237-7)

#### Spécialisée à un matérialisme
- Georges Politzer, Principes élémentaires de philosophie, 1936 [lire en ligne].
- Henri Lefebvre, Diderot ou les affirmations fondamentales du matérialisme, Paris, 1949.
- Michel Onfray, L'Art de jouir : pour un matérialisme hédoniste, Paris, Librairie générale française, coll. « Livre de poche / Biblio essais » (no 4198), 1994, 281 p. (ISBN 978-2-2539-4198-9, OCLC 743029997)
- Emilia Giancotti Boscherini, « La naissance du matérialisme moderne chez Hobbes et Spinoza », Revue Philosophique de la France et de l'Étranger, t. 175, no 2, « Hobbes et Spinoza » (avril-juin 1985), p. 135-148.
- Marc Ballanfat et Pierre-Svlvain Filliozat (traduction, notes et commentaires) (préf. Pierre-Sylvain Filliozat), Les Matérialistes dans l'Inde ancienne, Paris Montréal, Éditions L'Harmattan, coll. « Traduire la philosophie », 1997, 156 p. (ISBN 978-2-7384-5644-1, lire en ligne) ; compte rendu sur erudit.org de Jean-François Belzile, in Philosophiques, vol. 25, no 1, 1998, p. 127-129.
- Paolo Quintili, La pensée critique de Diderot. Matérialisme, science et poésie à l'âge de l'Encyclopédie, Honoré Champion, 2002, 568 pages.
- Yvon Quiniou, Études matérialistes sur la morale, Éditions Kimé, 2002.
- André Comte-Sponville, Traité du désespoir et de la béatitude, PUF, 2002.
- Mario Bunge, Le Matérialisme scientifique, Éditions Syllepse, 2008, traduction de Scientific Materialism, Reidel Publishing Company, 1981.
- Mario Bunge, Martin Mahner, De la nature des choses - Introduction au matérialisme émergentiste, Éditions Matériologiques, 2023, 290p., traduction de Über die Natur der Dinge, Hirzel, 2004.
- Paolo Quintili, Matérialismes et Lumières. Philosophies de la vie, autour de Diderot et de quelques autres (1706-1789), Paris, Éditions Honoré Champion, 2009, 344 p., relié, 15,5 x 23,5 cm (ISBN 978-2-7453-1786-5)
- Hugues Lethierry, Penser avec Henri Lefebvre, Chronique sociale, 2009.
- Eddy Dufourmont, « Nakae Chômin a-t-il pu être à la fois un adepte de Rousseau et un matérialiste athée ? Une tentative de resituer sa philosophie à la lumière de ses sources françaises et du Citoyen de Genève », Ebisu, 45, printemps-été 2011, p. 5-25.
- Paolo Quintili, « Le sensualisme lockéen et le matérialisme dans Le Neveu de Rameau », Op. cit., revue des littératures et des arts [En ligne], « Agrégation lettres 2017 », n° 16, automne 2016 , mis à jour le : 26/10/2016.